# William Gordon (musicien)
Pour les articles homonymes, voir Gordon et William Gordon (homonymie).
William Gordon, connu également comme le capitaine W. Gordon (né en 1791 en Suisse, mort en 1839), est un flûtiste amateur et militaire des troupes suisses de la Garde royale à Paris.
Il travaille à améliorer la flûte traversière et est reconnu comme co-inventeur de la flûte système Boehm version 1832. Il a fait notamment construire ses flûtes dans l'atelier de Theobald Böhm,.

## Biographie
D'origine écossaise, William Gordon est né en Suisse en 1791[réf. souhaitée]. Il étudie la flûte avec le célèbre flûtiste Louis Drouet en tant qu'amateur éclairé.
Après la chute du Premier empire, il devient soldat jusqu'au grade de capitaine dans les troupes suisses de la garde royale en garnison à Paris. À partir de 1820, il réalise ses premières expériences de modification des clés de la flûte avec des ouvriers parisiens.

« Ce projet
avait pour objet de modifier la perce de l'instrument, dans le but d'obtenir pour l'échelle chromatique des sons une division plus juste de la colonne d'air, et de rendre le doigté plus facile au moyen de croissants attachés à des tiges de clefs, par lesquels plusieurs mouvements pouvaient être exécutés par un seul doigt. Dès 1837, il avait déjà fait fabriquer par des ouvriers de Paris quelques instruments bien imparfaits encore, mais qui démontraient la possibilité d'atteindre au but par des améliorations progressives. »

— J.M.Fétis
Après la chute de Charles X en 1830, il perd son poste de militaire lorsque la Garde royale est dissoute et en réaction à cette situation qui l'a beaucoup affecté émotionnellement, il se consacre de façon obsessive à son projet d'améliorer son instrument et également pour en faire un projet commercial pour entretenir sa famille. Il partage ses vues d'amélioration de la facture de la flûte avec Theobald Böhm (en 1830 ou 1831) lors d'une visite de ce dernier à Paris. En 1831, Gordon se rend à Londres, où des flûtes furent fabriquées selon ses instructions par le facteur d'instruments Rudall & Rose, et aussi par Cornelius Ward qui indiquait qu'il « était considéré comme n'ayant pas l'esprit sain... Il était généralement traité avec considération pour cette raison, mais on accordait très peu d'attention à sa manie de la flûte, étant donné que ses opinions sur la flûte étaient considérées sous un jour favorable,. ».

Notons que la nouvelle flûte système Boehm apparaît en 1832 avec de nombreuses différences par rapport au modèle de Gordon.
Début 1833 (selon Fétis), il entreprend un voyage à Munich qui durera six mois pour faire réaliser deux nouvelles flûtes dans l'atelier munichois de Boehm. Elles apporteront une grande amélioration à la sonorité grâce à la nouvelle position de leurs trous et clés. Considérant que ces modèles ont atteint la perfection en termes d'intonation, il fait diffuser vers juillet 1833 des prospectus en Allemagne, à Paris et à Londres.

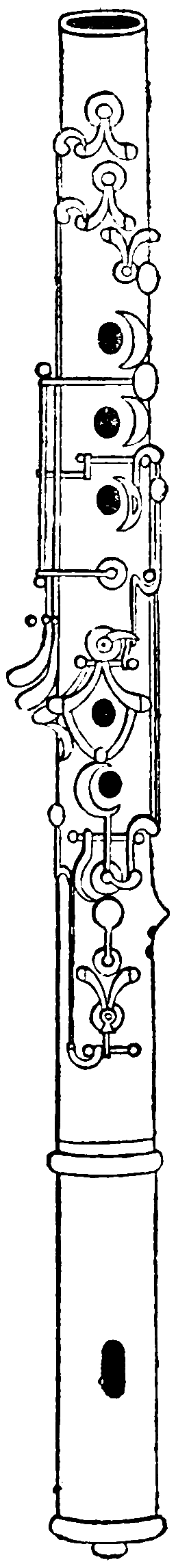
Flûte de Gordon (tirée de la méthode de Coche, 1839).
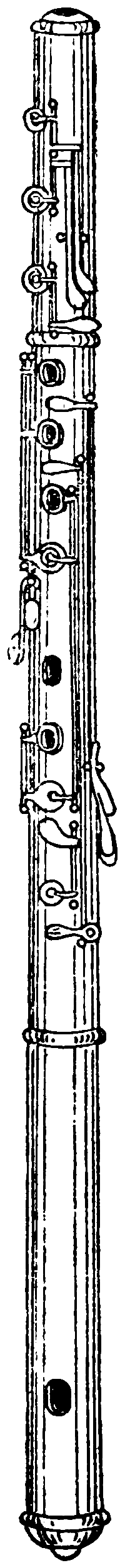
Flûte de Boehm (1832).

Gordon, pour la notice de sa flûte, publiée en 1834, précise lui-même qu'elle contenait deux clés de Böhm (fa♯ et ré bécarre) avec l'autorisation expresse de Böhm.
Sans introduction, ni connaissance du monde, et étant très timide selon sa femme, il entreprend un ultime déplacement à Londres en 1834 pour constater un succès commercial qui ne viendra jamais et y reste jusqu'à ce que ses ressources pécuniaires s'épuisent.
En raison du manque de succès commercial de ses inventions techniques, il retourne malade et découragé à Lausanne auprès de sa famille. À partir de l'été 1836, il sombre dans la folie à cause de cet échec et est placé en asile.
Il meurt en 1839.

« M. V. Coche a donné
la figure de la flûte inventée par cet amateur dans son écrit intitulé : Examen critique de la flûte ordinaire comparée de la flûte de Bœhm, Paris, 1838, in-8°. Ce dernier a été accusé de s'être emparé de l'idée première de Gordon,
et de l'avoir seulement perfectionnée il s'en est défendu par une lettre écrite de Munich, le
3 juin 1838, et publiée par M. Coche dans l'écrit indiqué ci-dessus. Il s'en est expliqué de nouveau dans son écrit traduit en français,
sous ce titre De la fabrication et des derniers perfectionnements des flûtes, Paris, Godefroy ainé, 1848, in-8°. »

— J.M.Fétis